# Прапор Еквадору
Прапор Еквадору — один з офіційних символів Еквадору. Офіційно затверджений 26 вересня 1860 року на основі прапора Великої Колумбії. Прапор являє собою триколор, жовтого, синього та червоного кольорів. Жовта смуга займає половину верхньої частини прапора, синя і червона займають по чверті прапора знизу. У центрі прапора розміщений герб Еквадору, який був доданий у 1900 році. Співвідношення сторін 2:3.

## Історія

Прапор Нової Іспанії
Прапор Патріотичної армії Еквадору 1809 року
Перший державний прапор Еквдору 1820-1822 років
Прапор Еквдору у 1822 року
Прапор Великої Колумбії
Прапор Еквадору 1830-1835 років
Прапор Еквадору 1835-1845 років
Прапор Еквадору 1845 року
Прапор Еквадору 1845-1860 років
Сучасний прапор Еквадору, офіційно затверджений 1860 року